# Pekal
Pour l’article homonyme, voir Pekal (langue).
Les Pekal ou Ketahun, du nom de la région qu'ils habitent, sont une population d'Indonésie vivant sur le littoral et les flancs montagneux du sud-ouest de l'île de Sumatra. Au nombre d'environ 30 000, ils habitent le kabupaten de Mukomuko dans la province de Bengkulu, dans le bassin du fleuve Teramang, et parlent le pekal.